# Нижнеосиновский (Фроловский район)
Нижнеоси́новский — хутор во Фроловском районе Волгоградской области России. Входит в Дудаченское сельское поселение.

## География
Хутор находится в 5 км северо-западнее поселка Дудаченский на берегу пруда.

## Население
| 2002 | 2010 |
| ---- | ---- |
| 10   | ↘0   |

## Инфраструктура
Хутор электрифицирован, есть водопровод. Рядом расположен артезианский колодец. Дороги грунтовые.